# Abbazia di Klosterneuburg

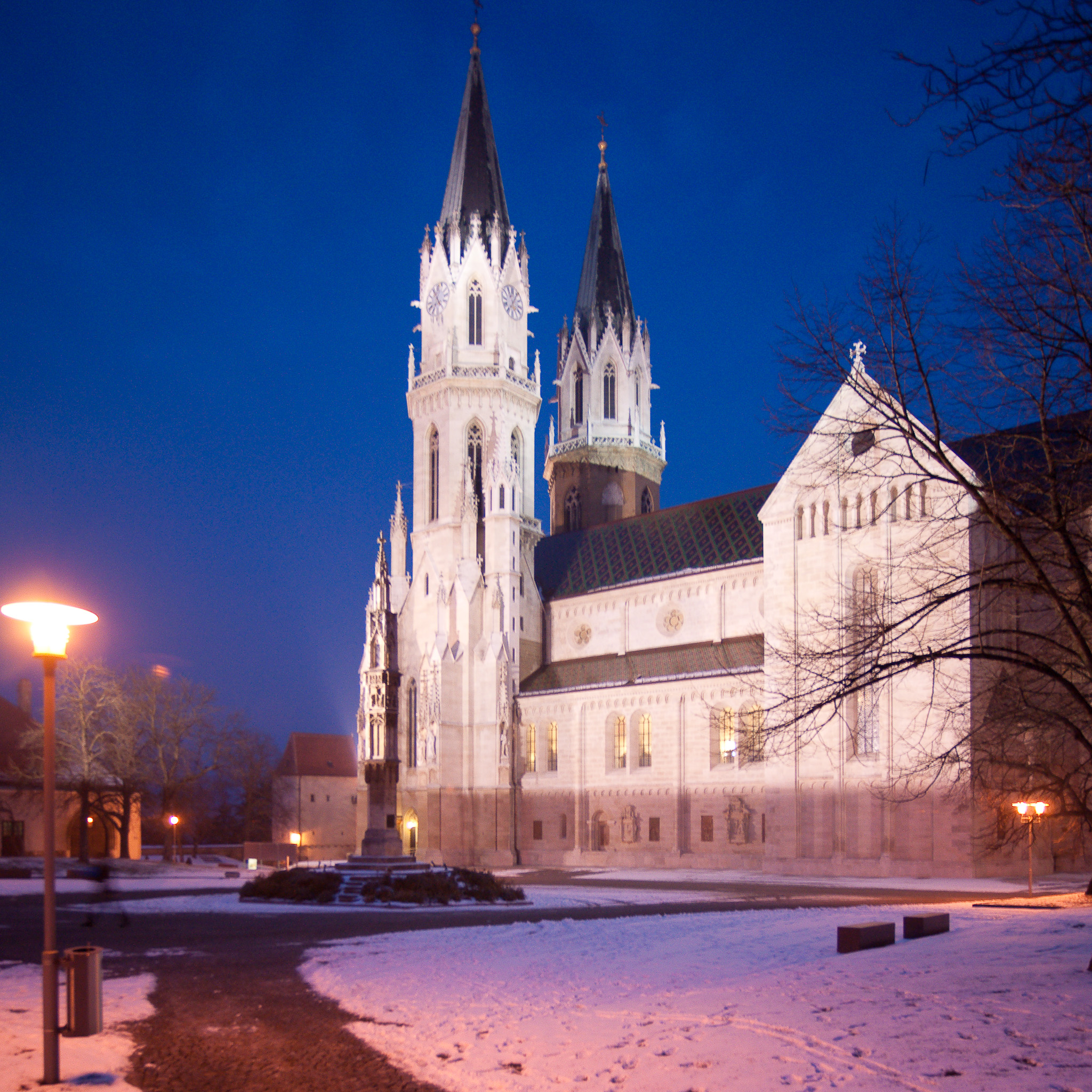
Chiesa

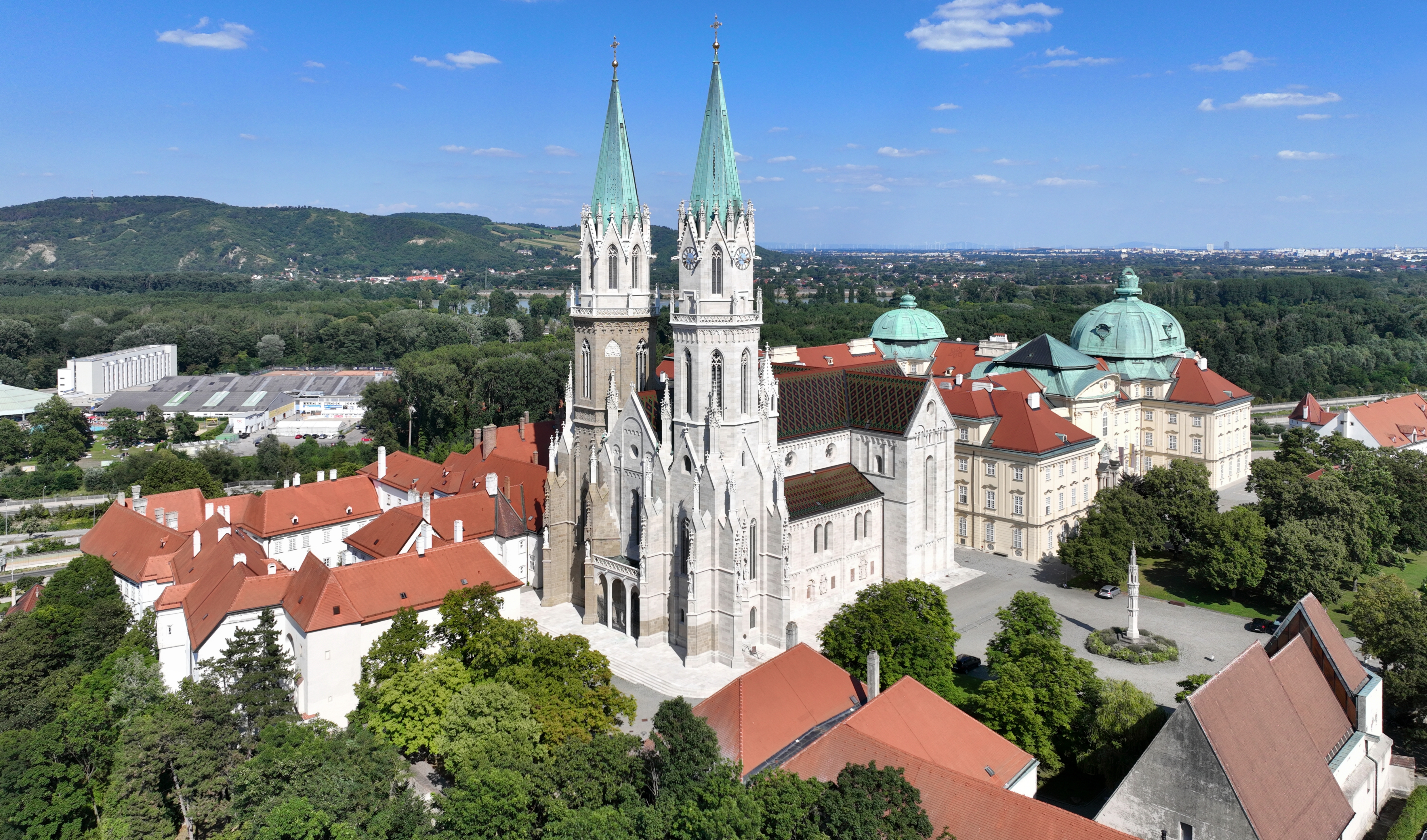
Veduta aerea dell'Abbazia di Klosterneuburg

L'abbazia di Klosterneuburg (in lingua tedesca Stift Klosterneuburg) è un monastero cattolico di canonici regolari agostiniani situato nella Bassa Austria, a Klosterneuburg sul Danubio, subito a nord Vienna, vicino al Leopoldsberg.

## Storia

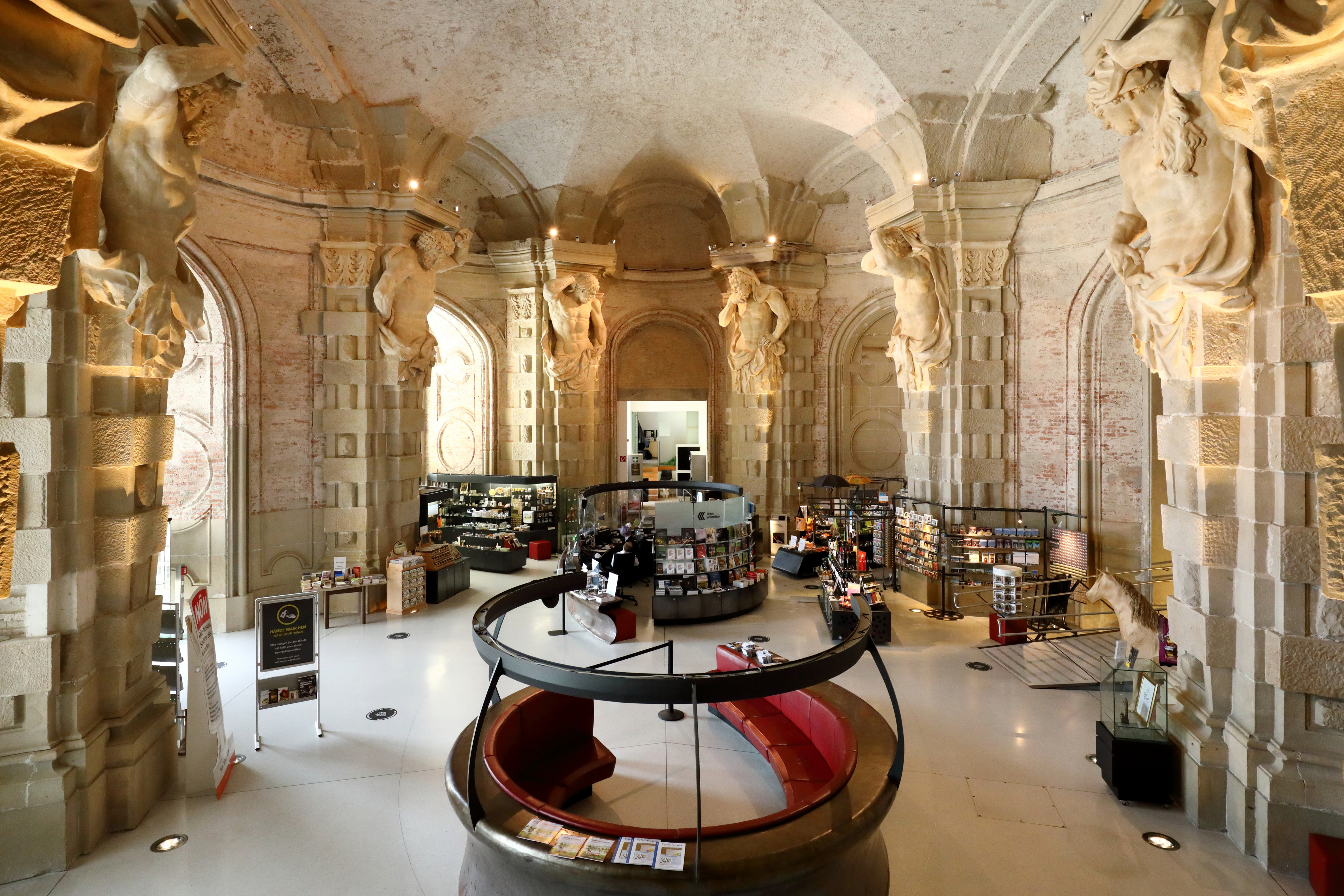
La cosiddetta "sala terrena", rimasta incompleta, contenente telamoni scolpiti dal vicentino Lorenzo Mattielli.

È stato fondato nel 1114 dal margravio Leopoldo III di Babenberg, santo patrono d'Austria, e dalla sua seconda moglie Agnese di Waiblingen, una figlia della dinastia salica. Secondo la leggenda, un refolo di vento con il cielo sereno portò via il velo di Agnese; il marito lo ritrovò dopo anni e decise di costruire il monastero in loco. Nei fatti il margravio Leopoldo aveva preso la sua residenza a Neuburg ("Nuovo castello") voleva creare una diocesi austriaca separata qui, il che incontrava la forte opposizione dei vescovi di Passau. Tuttavia la fondazione è una delle più antiche e ricche nel suo genere in Austria e possedeva gran parte degli attuali territori nord-orientali dei suburbi di Vienna. Il figlio minore di Leopoldo, lo storico Ottone di Frisinga si preparò alla carriera ecclesiastica a Klosterneuburg e ne divenne prevosto il 1126. I canonici passarono alla regola agostiniana nel 1133.
L'imponente complesso edilizio, costruito in gran parte tra il 1730 e il 1834, sorge su una collina che dà direttamente dalle rive del Danubio. Le sue fondamenta, tra cui una torre del castello e una cappella gotica datano intorno al XII secolo. Altri edifici antichi ancora presenti all'interno del complesso comprendono la cappella del 1318, con la tomba di Leopoldo. Dal 1634 gli Asburgo hanno fatto riedificare varie parti in stile barocco, con gli architetti Jakob Prandtauer, Joseph Emanuel Fischer von Erlach e Donato Felice Aglio. Progetti per abbellire il monastero, facendone un Escorial austriaco, sono stati in seguito preparati dall'architetto neoclassico Joseph Kornhäusel, anche se sono state effettivamente realizzate solo piccole parti. Dal 1882 è stata restaurata la chiesa priorale su progetto di Friedrich von Schmidt, con cui sono stati aggiunti i campanili gemelli in stile neogotico.
Il tesoro del monastero comprende il tocco arciducale fatto su ordine dell'arciduca Massimiliano III, una camera delle reliquie e una biblioteca con 30.000 volumi e molti manoscritti. Ha anche una lunga tradizione di viticultura e possiede una delle più grandi cantine d'Austria. La cantina ha un tunnel immenso, simile a quello del castello di Heidelberg.
In questa abbazia lavorò come aiuto giardiniere Ludwig Wittgenstein nell'estate del 1920.

## Arredi

### Altare di Verdun

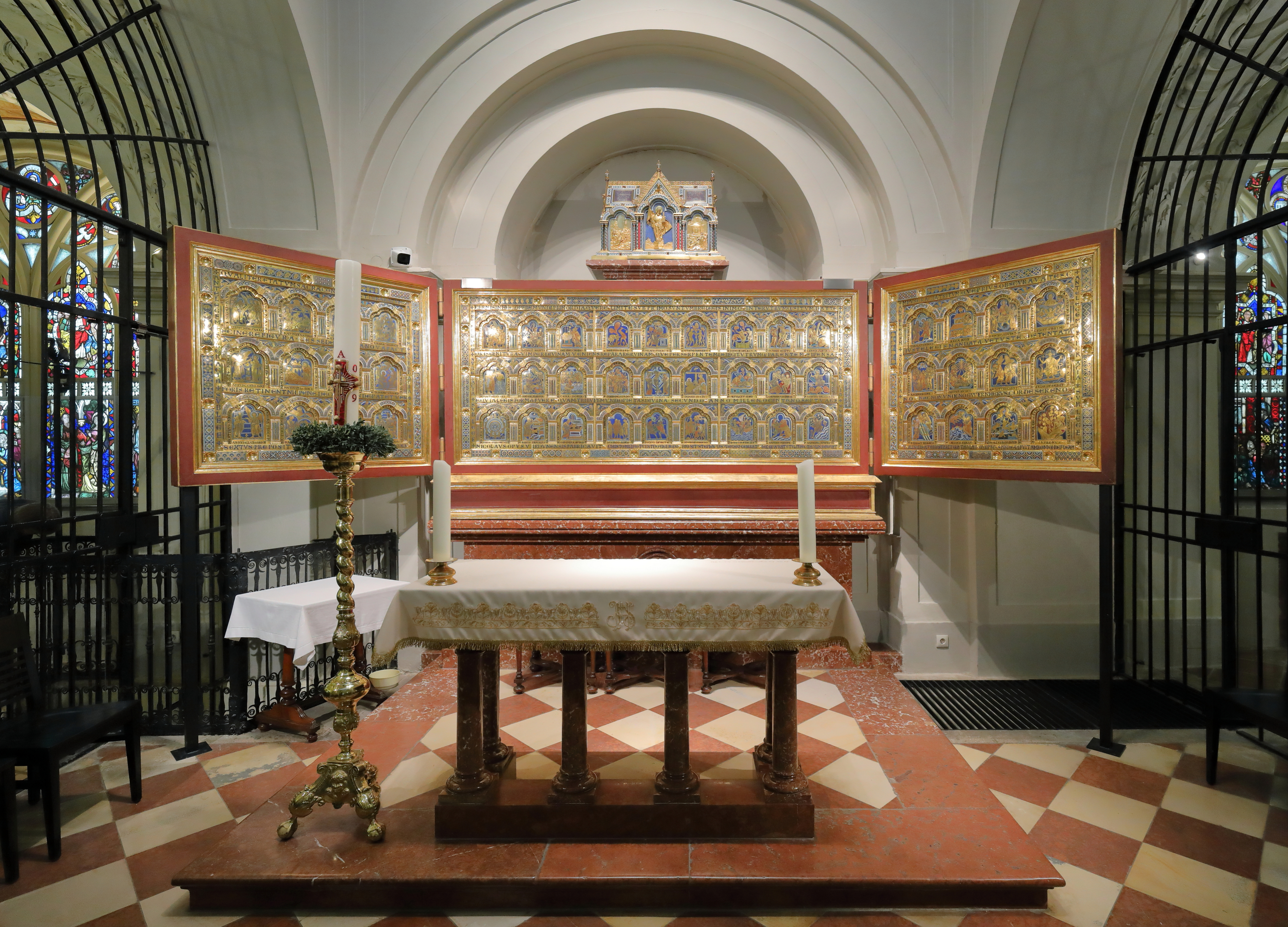
Altare di Verdun

La cappella leopoldina contiene l'altare di Verdun, fatto nel 1181 da Nicolas di Verdun. Le sue tre parti comprendono 51 lastre di rame dorato modellate su modelli bizantini, simile all'Arca dei re Magi della cattedrale di Colonia. Costruiti inizialmente come pannelli, furono assemblati in forma di altare, come ulteriore uso circa nel 1330.
La concezione tripartita si riflette nell'organizzazione delle lastre. Secondo l'esegesi biblica, le raffigurazioni sono divise in tre righe delle ere di Adamo e Noè, di Abramo, David e la cattività babilonese e infine la vita di Gesù, posto nella parte centrale. Le colonne di lastre adiacenti simbolizza il loro collegamento secondo le idee della teoria della tipologia biblica. La sistemazione può riferirsi alle dottrine mistiche del teologo medievale Ugo di San Vittore.

### Altare di re Alberto

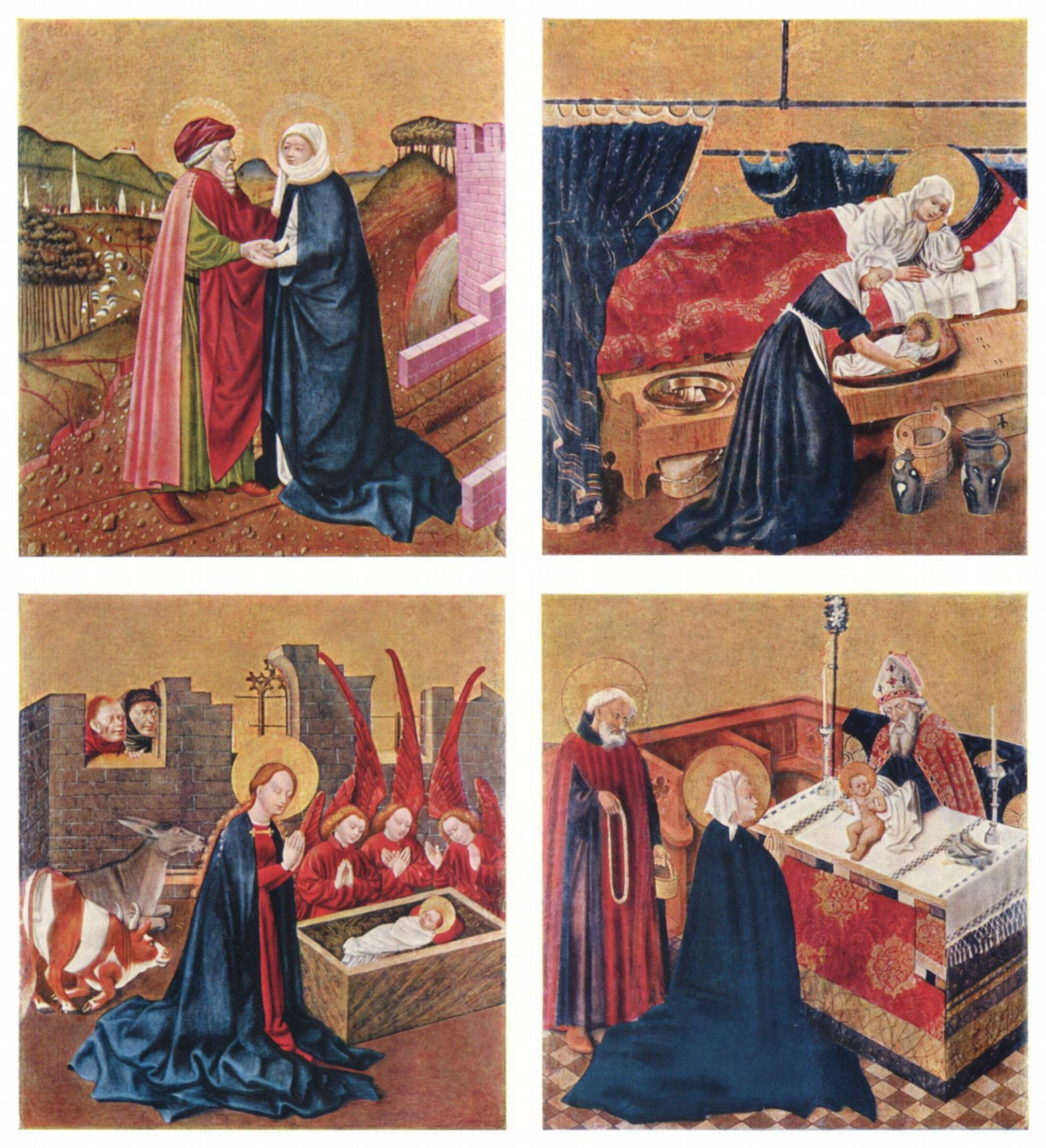
Altare di re Alberto: Incontro di Gioacchino ed Anna - Nascita della Vergine - Natività - Presentazione al Tempio

Nell'Abbazia sono conservate ventiquattro tavole del quattrocentesco altare di re Alberto, commissionate da re Alberto II per la chiesa dei Sette Cori degli Angeli protettori, presso la corte di Vienna, ad un anonimo pittore, denominato appunto per questo capolavoro Maestro dell'Altare di re Alberto.

## Sepolture
- Leopoldo III di Babenberg
- Agnese di Waiblingen